# Аннетте Шаван
Аннетте Шаван (нім. Annette Schavan; нар. 10 червня 1955, Юхен, Північний Рейн-Вестфалія) — німецька політична діячка, член ХДС, федеральний міністр освіти і досліджень Німеччини з 22 листопада 2005 до 9 лютого 2013 року. У зв'язку із звинуваченнями в плагіаті Шаван подала прохання про відставку з посади міністра освіти.

## Освіта
Навчалася в Боннському і Дюссельдорфському університетах, де вивчала педагогіку, філософію і католицьку теологію.

## Кар'єра
У 1995–2005 була міністром культури, молоді та спорту землі Баден-Вюртемберг. У 2005 році була претендентом на посаду прем'єр-міністра землі Баден-Вюртемберг після відставки Ервіна Тойфеля, проте новим прем'єр-міністром став Гюнтер Етінгер. Після парламентських виборів 2005 року стала федеральним міністром освіти і досліджень Німеччини, змінивши на цій посаді представника СДПН Едельгарда Бульмана.